# Нагнетатель (двигателестроение)
Нагнетатель (англ. Supercharger) — механический агрегат, осуществляющий сжатие газа (более 15 кПа) без его охлаждения. Компрессоры, в отличие от нагнетателей, охлаждают газ. Вентиляторы, аналогично нагнетателям, не охлаждают газ, но создают давление менее 15 кПа.
Может применяться, например, на поршневых и роторно-поршневых двигателях внутреннего сгорания (далее — ДВС) и в газотурбинных двигателях. Работает за счёт энергии, получаемой от самого ДВС, и осуществляет наддув, то есть принудительное нагнетание воздуха в ДВС с целью его всережимной форсировки или (в отдельных случаях) продувки.

## Нагнетатель как часть агрегатного наддува

#### Применение нагнетателя и его назначение

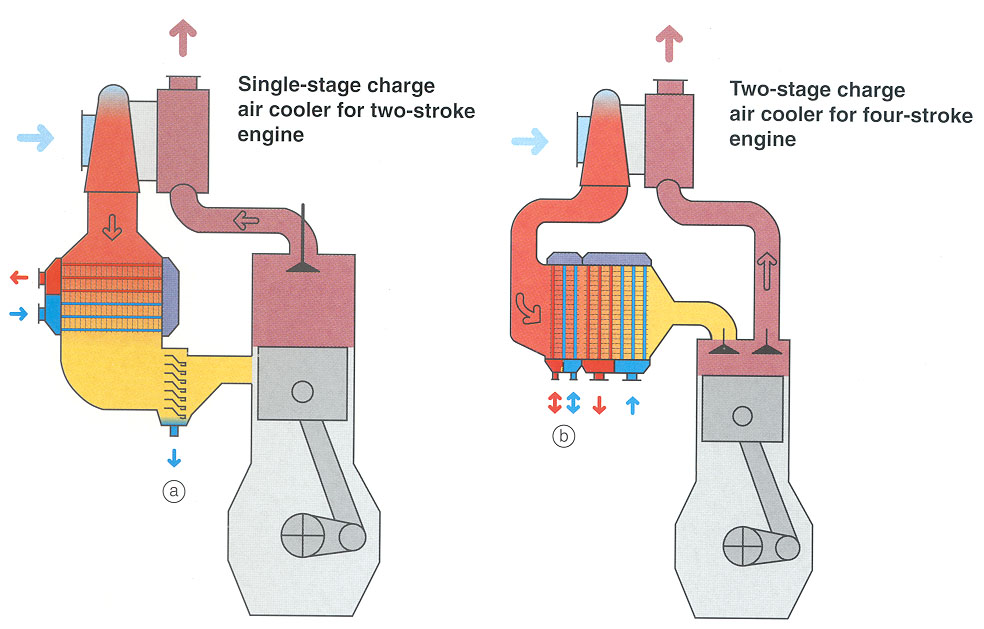
Работа турбонагнетателя с интеркулером на двухтактном и четырёхтактном двигателях.

Нагнетатель может применяться на поршневых и роторно-поршневых ДВС, работающих по любому термодинамическому циклу и с любым числом тактов. Для большинства типов подобных ДВС нагнетатель является дополнительной частью конструкции, не влияющей на принципиальную возможность работы самого ДВС. Основная задача нагнетателя здесь — наддув с целью повышения мощности и коэффициента полезного действия. Под наддувом подразумевается в первую очередь принудительное нагнетание воздуха в ДВС с давлением выше текущего уровня атмосферного, приводящее к увеличению плотности и массы воздуха в камере сгорания перед тактом рабочего хода, что, в свою очередь, согласно правилу стехиометрической горючей смеси для конкретного типа двигателя, позволяет сжечь больше топлива, а значит увеличить крутящий момент (и мощность, соответственно) на любой сравнимой с безнаддувным двигателем частоте вращения коленвала/ротора. В рамках этой задачи наддув с помощью нагнетателя есть лишь один из возможных методов форсировки и/или повышения КПД, и наличие или отсутствие нагнетателя определяется лишь целями и бюджетом разработчиков конкретного двигателя. Исключением из этого правила является только некоторые типы двухтактных поршневых ДВС, где нагнетатель в первую очередь выполняет задачу по принудительной продувке цилиндров на стыке двух рабочих тактов и присутствует во впускной системе такого ДВС практически всегда.

#### Типы нагнетателей по их энергетическому приводу
Нагнетатель работает за счёт того или иного вида энергии, получаемой с самого ДВС либо напрямую, либо опосредованно. Возможно использование энергии выхлопных газов (турбонагнетатель), механической энергии вращения валов ДВС (центробежный нагнетатель или винтовой суперчарджер), электрической энергии, или же - использование и электрической энергии, и энергии выхлопных газов (турбонагнетатель с мотором-генератором на болидах Формулы-1). В зависимости от своего энергетического привода конструкция нагнетателя имеет свои технические особенности и своё собственное название. Нагнетатели, работающие от энергии выхлопных газов, называются турбонагнетателями, от механического привода — приводными нагнетателями. Также есть нагнетатели, работающие от электрической энергии, но для их описания устоявшийся русскоязычный термин пока отсутствует и их можно называть как электронагнетателями, так и нагнетателями с электроприводом.
В теории лопастных машин термины «нагнетатель» и «компрессор» не тождественны. Обычно лопастные машины, повышающие давление потока не более, чем на 10%, относят к вентиляторам; на 20...25% — к нагнетателям; большие давления соответствуют компрессорам. В обиходе нагнетатель в сборе часто называют «турбиной», хотя в приводном нагнетателе турбина вообще отсутствует, а в газотурбинном является лишь приводом нагнетателя.

## Турбонагнетатель

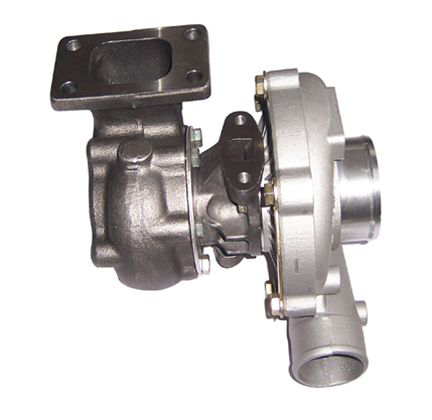
Турбонагнетатель в сборе. Турбина — слева, нагнетатель — справа

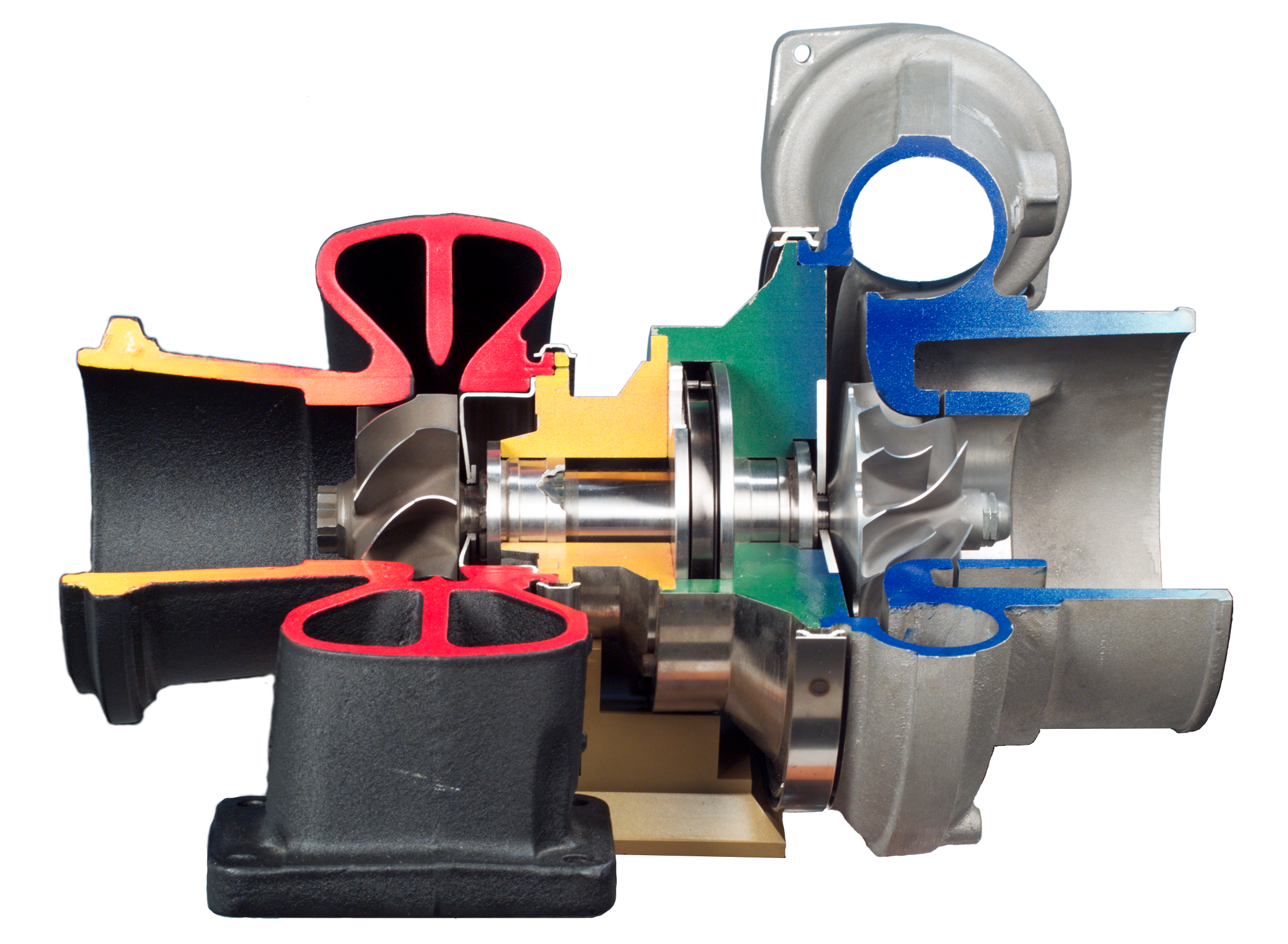
Простой турбонагнетатель фиксированной геометрии в разрезе

Таковым является нагнетатель, конструкция которого включает в себя миниатюрную турбину, а принцип работы основан на использовании энергии потока выхлопных газов самого двигателя, на который осуществляется наддув. Выхлопные газы, воздействуя на турбину, располагающуюся в выпускной системе сразу за выпускным коллектором, раскручивают её, совершая работу в адиабатическом процессе, а она передаёт энергию вращения на нагнетатель, который адиабатически совершает работу над воздухом, повышая его давление и температуру. Принципиальная конструкция каждого из двух исполнительных узлов турбонагнетателя в общем и целом идентична для любой разработки, доведённой до стадии работающего агрегата, и предполагает одну радиальную одноконтурную турбину и один центробежный нанетатель. При этом фактическая конструкция турбины, нагнетателя, вала и корпуса может быть весьма различной: так, помимо канонических простых совмещённых турбонагнетателей фиксированой геометрии на подшипниках скольжения, возможно применение турбин изменяемой геометрии, применение двойных спиральных каналов подвода газов к турбине, применение двойных каналов выхода воздуха с нагнетателя, разнесение турбины и нагнетателя на существенное расстояние друг от друга, применение керамических роторов, установка вала на подшипниках качения. Важными (хотя и не особо декларируемыми) критериями мощности и эффективности турбонагнетателя являются наружные диаметры его турбинного и насосного колёс (что можно примерно оценить визуально по размеру корпуса), частота вращения ротора и величина турболага, присущего всем без исключения турбинам.
Турбонагнетатель всегда работает в режиме высоких температур выхлопных газов, а подшипники вала турбонагнетателя являются самой теплонапряжённой деталью двигателя, которая контактирует с моторным маслом, что накладывает особые требования как к технологии производства деталей, составляющих турбонагнетатель, так и к качеству масла и его ресурсу. И то и другое долгое время было одним из сдерживающих технологических факторов для какого-либо массового внедрения турбонагнетателей на бензиновых двигателях .
Любой бензиновый двигатель с турбонагнетателем изначально проектируется под наддув. Применение турбонагнетателя на бензиновом двигателе, изначально спроектированном как атмосферный, без переделок в принципе возможно, но приведёт к быстрому (если не мгновенному) разрушению такого двигателя при работе. Необходимость постоянного контроля детонации требует наличия некоей управляющей электроники, что обычно подразумевает систему питания двигателя на основе электронного (или как минимум электронно-механического) впрыска. Массовые карбюраторные двигатели с турбонагнетателями были крайне редки ввиду чрезмерной механической сложности своих систем питания. Широкое применение турбонагнетатели получили на дизельных двигателях коммерческого транспорта — на двигателях грузовиков, тракторов, локомотивов, судов. Здесь разрешающими факторами стали повышенная детонационная стойкость дизельных двигателей и их более высокий КПД, предполагающий меньший уровень теплового излучения,  относительная нетребовательность к эффективности работы двигателя коммерческого транспорта в переходных режимах, достаточное пространство моторного отсека. 
Особенностью работы турбонагнетателя в сравнении с другими агрегатами наддува является то, что в случае его применения эффект от наддува всегда превышает энергетические затраты на наддув. То есть, для любого двигателя, оснащённого турбонагнетателем, всегда возможно получить такой режим наддува, который форсирует двигатель настолько, что разрушит его. Мощность любого двигателя с турбонагнетателем в 100 % случаев ограничивается прочностью самого двигателя, его моторесурсом, а не эффективностью турбонагнетателя. Необходимость ограничения эффекта наддува есть причина того, что турбонагнетатель никогда не применяется в двигателях сам по себе, а только в составе системы турбонаддува, в которой он является основной её часть, но не единственной.

## Приводной нагнетатель

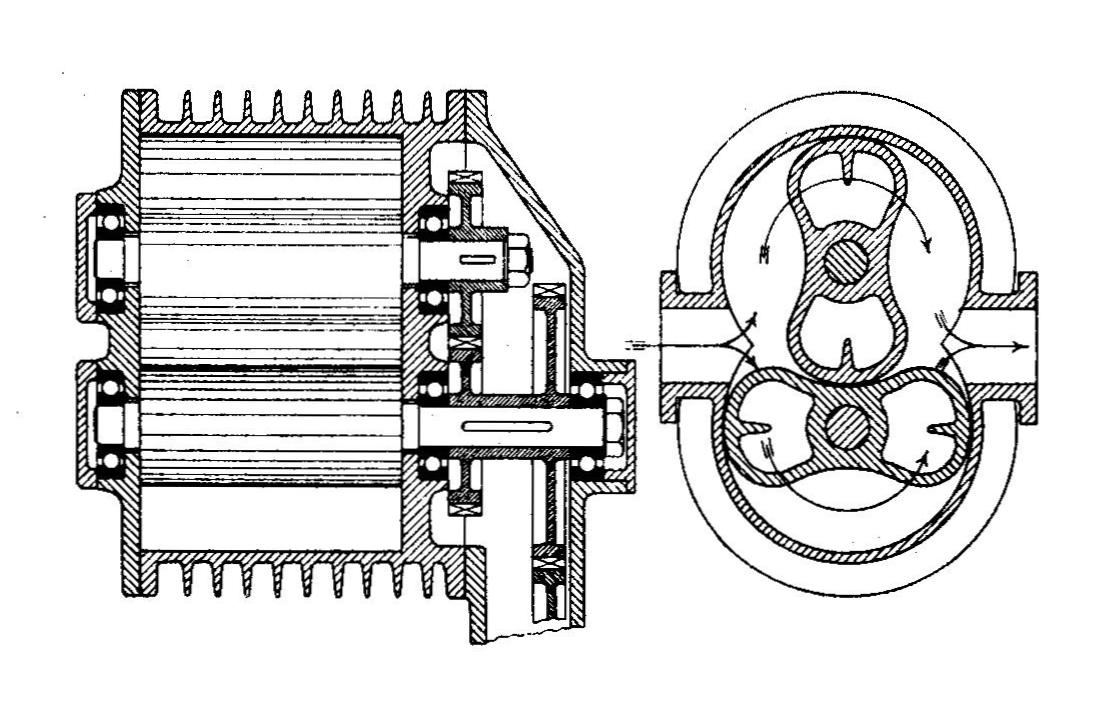
Объёмный приводной нагнетатель типа Roots (англ.)

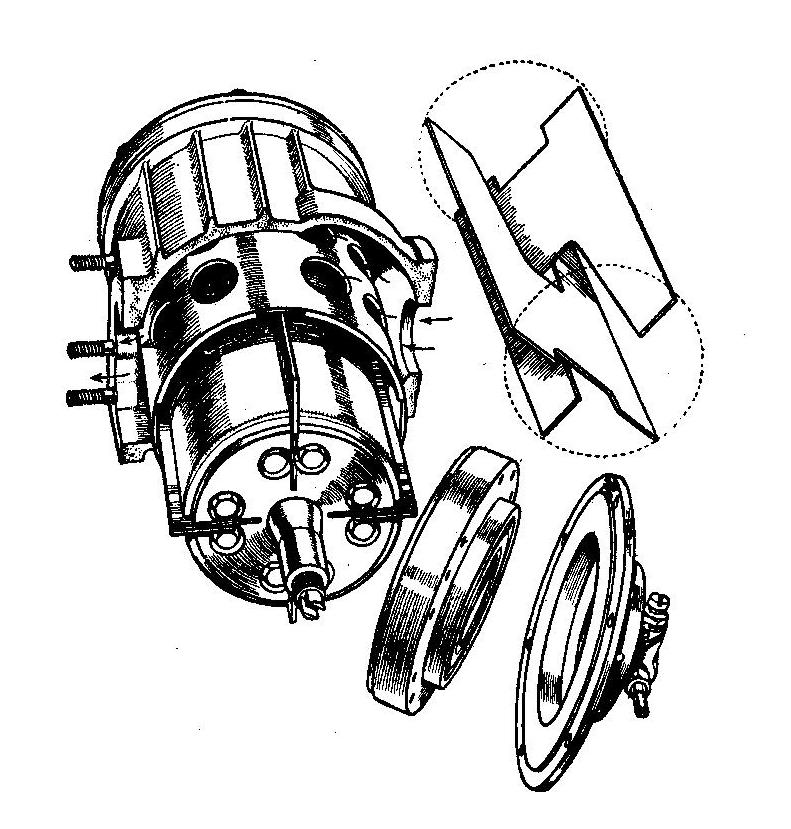
Объёмный приводной нагнетатель PowerPlus на основе пластинчато-роторного компрессора.

Таковым является нагнетатель, конструкция которого состоит из нагнетателя и некоего механического привода, посредством которого, в свою очередь, и обеспечивается работа нагнетателя за счёт использования мощности, получаемой с двигателя, на который осуществляется наддув. Единого общего вида у приводного нагнетателя нет. Исходя из принципов работы, приводные нагнетатели могут быть объёмные, то есть осуществляющие наддув за счёт уменьшения объема образующейся рабочей камеры, и динамические (лопастные), то есть осуществляющие наддув за счёт взаимодействия воздуха с лопастями вращающегося рабочего колеса. В группу объёмных нагнетателей попадают такие конструкции как: кулачковые (американских фирм Roots (англ.), Eaton), винтовые (американский Lisholm, немецкий Mercedes 2000-х годов), спиральные (немецкий G-Lader, применявшийся на Volkswagen в 1990-х), шиберные (британский нагнетатель PowerPlus для довоенных MG и Rolls-Royce Merlin). Динамические приводные нагнетатели известны только центробежного типа, известных собственных названий они обычно не имеют, а их конструкция более-менее универсальна. Независимо от типа нагнетателя, конструкция его механического привода не имеет принципиального значения для работы нагнетателя в целом, с теми лишь особенностями, что привод нагнетателя имеет повышающее передаточное отношение (порядка 0,15—0,08), а иные конструкции привода позволяют включать/отключать нагнетатель (в том числе по аналоговому принципу) по команде водителя или блока управления. Сами приводы возможны промежуточными валами, шестернями, зубчатыми ремнями, цепями, набором трапецеидальных ремней, а также прямые приводы с торцов коленчатого или распределительного валов. В случаях отключаемого привода используются муфты различной конструкции.
Особенностью работы приводного нагнетателя в сравнении с другими агрегатами наддува является то, что на его привод двигатель вынужден расходовать существенную часть своей так называемой индикаторной мощности. Это приводит к тому, что все двигатели с приводными нагнетателями имеют высокий удельный расход топлива, который может в несколько раз превышать удельный расход топлива безнаддувного двигателя сравнимой нетто-мощности. На высоких оборотах двигателя затраты мощности на привод нагнетателя растут нелинейно относительно роста отдачи от его применения, что ещё более увеличивает значения удельного расхода топлива, а сама разница между индикаторной мощностью и нетто-мощностью на максимальных режимах может достигать значения в 50% от нетто.   
Ввиду относительно низкого уровня термонапряжённости при работе, приводные нагнетатели относительно нетребовательны к технологии металлов и качеству смазки, и работоспособный надёжный агрегат наддува на основе приводного нагнетателя был доступен к производству практически одновременно с появлением массовых автомобилей. Однако ввиду требований к точности производства деталей приводные нагнетатели были в любом случае дороги, и их применение в первой половине XX-го века ограничивалось эксклюзивными, псевдоспортивными или гоночными автомобилями. Второй областью применения приводных нагнетателей были поршневые авиадвигатели, в которых наддув был призван компенсировать понижение атмосферного давления на высоте и связанное с этим разрежение воздуха. После Второй мировой войны авиация перешла на турбореактивные двигатели, а конструкторы автомобильных двигателей пошли по пути безнаддувной форсировки, в результате чего приводные нагнетатели оказались почти забыты, и их уделом остался лишь американский тюнинг или некоторые американские и редкие европейские модели дорожных машин. В начале 2000-х приводные нагнетатели стали появляться на относительно недешёвых дорожных машинах в составе комбинированных агрегатов наддува в паре с турбонагнетателем. Подобные системы наддува применяются до сегодняшнего момента, хотя в последние годы существует тенденция вытеснения комбинированного наддува эффективным всережимным турбонаддувом на основе турбин типа Twin-Scroll или турбин изменяемой геометрии, а также комбинированным наддувом из турбонагнетателя и электронагнетателя.

#### Особенности применения на автомобильных двигателях

Объёмный нагнетатель Рутса в работе

На бензиновых двигателях серийных легковых автомобилей в случаях разработки двигателя под наддув на основе приводного нагнетателя таковой нагнетатель всегда будет только объёмного типа. Обоснованием этого является то важное качество любых объёмных нагнетателей, что их производительность всегда имеет линейную зависимость от частоты вращения ротора. Именно поэтому двигатели с объёмными нагнетателями удобны для водителя: они работают в переходных режимах не хуже безнаддувных (у них отсутствует какая-либо задержка в раскрутке двигателя при нажатии на педаль газа) и увеличивают крутящий момент во всём диапазоне оборотов, что на двигателе с объёмным нагнетателем особенно ощутимо на «низах». Также у объёмных нагнетателей есть то конструктивное преимущество, что их применение не требует каких-либо дополнительных управляющих элементов (клапанов сброса давления, электронных блоков управления, дополнительных датчиков), что во времена отсутствия электронных систем впрыска позволяло легко устанавливать объёмные приводные нагнетатели на карбюраторные двигатели или двигатели с механическим впрыском. В современных системах комбинированного наддува в случае применения объёмных приводных нагнетателей, таковые отвечают за наддув на низких оборотах двигателя и выводятся из работы управляющими системами по достижении достаточного давления наддува параллельно работающего турбонагнетателя.

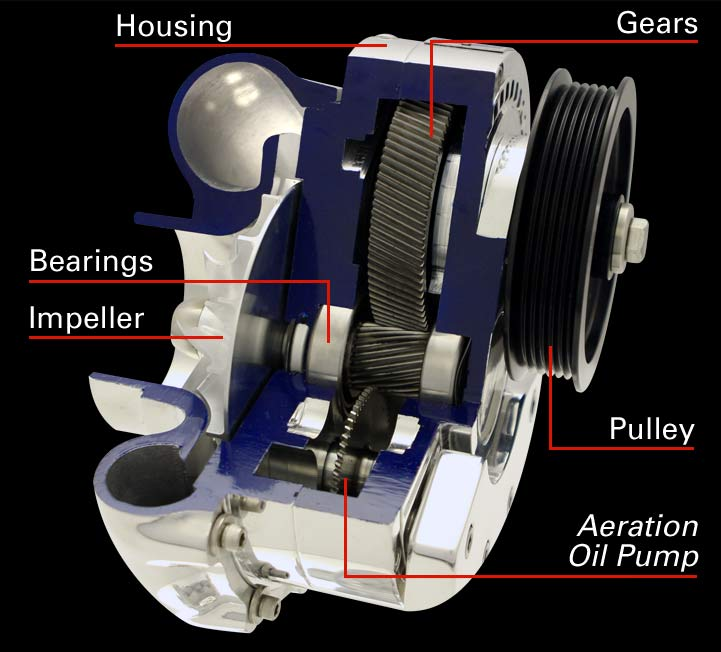
Центробежный приводной нагнетатель ATI ProCharger

Центробежные нагнетатели также могут применяться на бензиновых двигателях легковых автомобилей. Но ввиду того, что в любых центробежных нагнетателях зависимость объёма перекачиваемого воздуха от числа оборотов не является линейной, они делаются либо кратковременно подключаемыми (наподобие машин американского «тюнинга»), либо устанавливаются на двигатели, для которых эффективность работы в переходных режимах и эффективность работы на «низах» не сильно важна (например, машины для гонок на дистанцию в четверть мили). При этом установка подключаемого приводного центробежного нагнетателя на изначально безнаддувный двигатель может и не требовать доработок под наддув, если время работы двигателя в режиме наддува ограничено. А установка постоянно работающего приводного центробежного нагнетателя помимо доработок под наддув может потребовать наличия клапанов сброса давления (что не нужно в случае объёмных нагнетателей). В любом случае обычные серийные дорожные автомобили приводными центробежными нагнетателями не оснащаются. 
И объёмные, и центробежные приводные нагнетатели могут применяться не только на бензиновых двигателях легковых автомобилей, но и на бензиновых и дизельных двигателях тяжёлой техники. Выбор приводного нагнетателя, а не более подходящего турбонагнетателя, здесь, вероятно, объясняется особенностями эксплуатации. Примером первого случая является американский танковый бензиновый двигатель Teledyne Continental AVSI-1790; примером второго — советский/российский танковый дизельный двигатель В-46.
В современном массовом автомобильном двигателестроении использование приводных нагнетателей сходит на нет. Главной причиной этого являются механические потери на привод, выражающиеся в повышенном расходе топлива и повышенных выбросах углекислого газа. Адекватной заменой объёмных приводных нагнетателей сегодня являются турбонагнетатели с турбинами типа Twin-Scroll и с турбинами изменяемой геометрии, а также применение нагнетателей с электроприводом в системах комбинированного наддува, что во всех случаях так или иначе помогает решать проблему «турбозадержки» в переходных режимах и проблему низкой эффективности обычного турбонаддува на низких оборотах двигателя.

#### Особенности применения на двухтактных двигателях

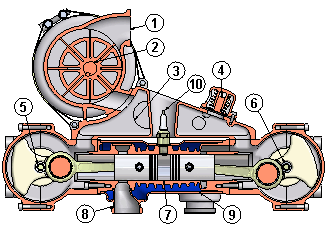
Центробежная воздуходувка (2) на двухтактном двигателе со встречным движением поршней

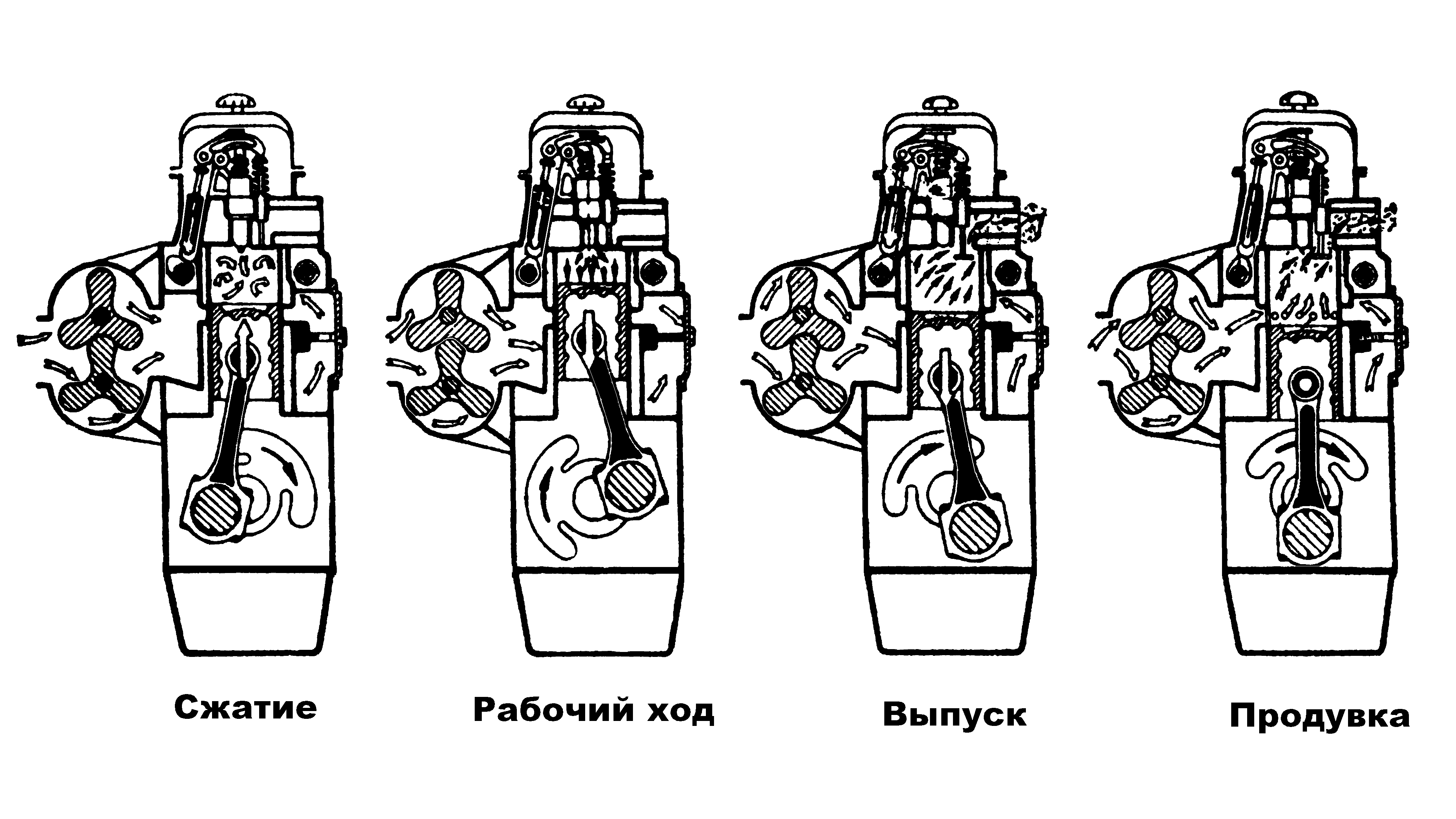
Объёмная воздуходувка на двухтактном двигателе с клапанно-щелевой продувкой

На бензиновых и дизельных двухтактных двигателей отдельных типов (с клапанной-щелевой продувкой, со встречным движением поршней), работа которых предполагает относительно невысокие обороты, в качестве неотъемлемого элемента всей конструкции для целей продувки цилиндров на стыке двух рабочих тактов применяются приводные нагнетатели низкого давления. В советском инженерно-техническом лексиконе подобные приводные нагнетатели назывались терминами «воздуходувка» или «продувочный насос». Обеспечиваемое ими давление наддува обычно порядка 0,1—0,2 Бара. На высокооборотистых двигателях с щелевой продувкой (например, мотоциклетных) подобные воздуходувки/насосы не применяются, и там продувка цилиндров обеспечивается иными способами.
Известны разработки как объёмных воздуходувок/насосов, так и центробежных. Пример первого варианта — советские автомобильные дизельные двигатели ЯАЗ-204 и ЯАЗ-206. Пример второго варианта — советский/украинский танковый многотопливный двигатель 5ТДФ. При этом свойство центробежных нагнетателей увеличивать давление наддува с ростом оборотов может использоваться и для целей форсировки двигателя в режиме высоких оборотов. Наличие воздуходувки/насоса не отменяет возможности дополнения подобного двухтактного двигателя турбонагнетателем, задачей которого является форсировка двигателя в чистом виде. Примером таких двигателей с турбонаддувом и без будут конструктивно схожие локомотивные дизели 10Д100 и 2Д100 тепловозов ТЭ10 и ТЭ3.

## Электронагнетатель

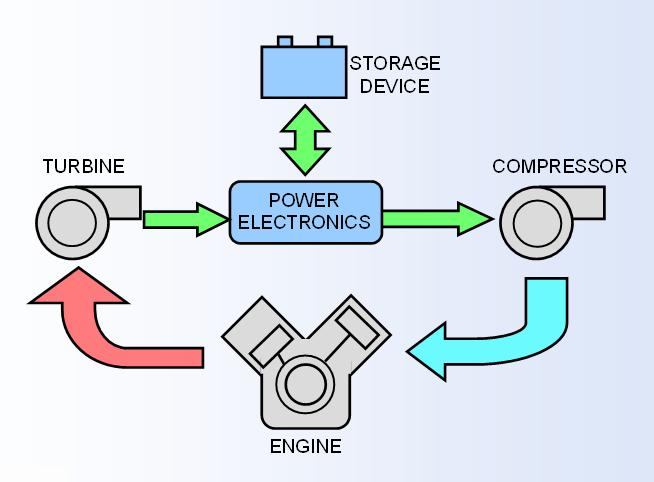
Схема комбинированного наддува, состоящего из турбины, мотор-генератора, нагнетателя и аккумуляторной батареи. Работа наддува в режиме турбонагнетателя постоянна, в режиме турбонагнетателя и электронагнетателя — повторно-кратковременна.

Принцип работы электронагнетателя (нагнетателя с электрическим приводом) основан на использовании для привода нагнетателя электроэнергии из бортовой электрической сети автомобиля. Принципиальная конструкция в общем и целом едина — высокооборотный электродвигатель и связанный с ним общим валом центробежный нагнетатель.
Подобные нагнетатели получают распространение на бензиновых двигателях легковых автомобилей в последние годы, ввиду широкого внедрения бортовых электросетей с относительно высоким напряжением (~50V) и включением в состав силового агрегата мощных генераторов, аккумуляторов и ионисторов большой ёмкости. При этом электронагнетатели являются лишь частью общего агрегата наддува и комбинируются с турбонагнетателем (одним или двумя) для совместной работы. Включение электронагнетателя здесь обычно ограничивается переходными режимами работы самого двигателя, и в первую очередь такими, на которых эффективность турбонагнетателя низка, например, раскруткой двигателя с оборотов холостого хода. В качестве постоянного источника наддува электронагнетатели не применяются, ввиду существенных потерь на перевод механической энергии ДВС в электрическую для питания электродвигателя и опять в механическую для работы нагнетателя.